# Pendine
Pendine (gallois : Pentywyn, « Fin des dunes ») est un village et une communauté du Carmarthenshire au pays de Galles, sur la baie de Carmarthen.

## Histoire
Le village est constitué de deux parties : l'ancienne, située en hauteur, groupée autour de l'église paroissiale, et les quelques constructions proches du rivage. Cette dernière est devenue une petite station balnéaire au cours du XXe siècle. Elle est connue surtout pour les Pendine Sands, où Malcolm Campbell et J. G. Parry-Thomas remportèrent le record du monde de vitesse sur terre cinq fois entre 1924 et 1927. Parry-Thomas se tua lors de sa dernière tentative à Pendine Sands en 1927.
Le village se trouve à quelques kilomètres au sud du Landsker (frontière linguistique), et l'anglais y est prédominant.

## Lieux et monuments

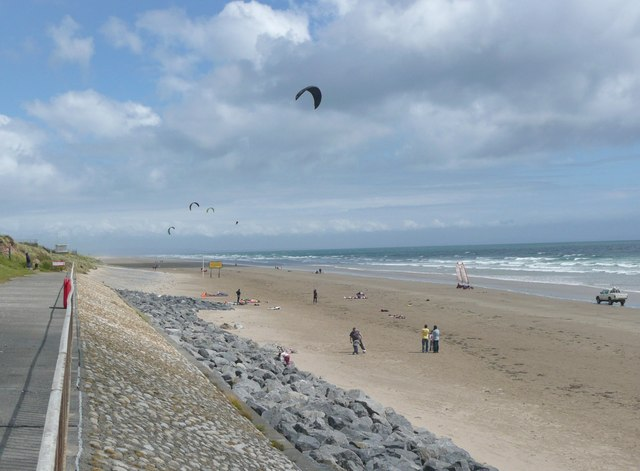
Pendine Sands, 2008.